# Demografia de Minas Gerais
| 0-25 hab/km²    | 25-50 hab/km²   | 50-100 hab/km²  |
| 100-150 hab/km² | 150-200 hab/km² | 200-300 hab/km² |
| 300-400 hab/km² | 400-500 hab/km² | > 500 hab/km²   |

Densidade Populacional de Minas Gerais.

Segundo o censo demográfico brasileiro de 2022, a população de Minas Gerais é de 20.538.718 habitantes, sendo, dessa forma, o segundo estado mais populoso do Brasil. Segundo o mesmo censo, as dez cidades mais populosas do estado são: Belo Horizonte (2.315.560), Uberlândia (713.232), Contagem (621.865), Juiz de Fora (540.756), Montes Claros (414.240), Betim (411.859), Uberaba (337.846), Ribeirão das Neves (329.794), Governador Valadares (257.172) e Divinópolis (231.091).

## Distribuição da população

Minas Gerais: municípios com mais de cem mil habitantes em 2024.

Como todos os demais estados da região Sudeste do Brasil, Minas Gerais apresenta alta taxa de urbanização, que se acelerou em um crescimento explosivo entre os anos 1960 e 1980. Esse fenômeno causou distorções com relação ao acesso universal à infraestrutura urbana. As regiões mais densamente povoadas são a Metalúrgica (Central), Campo das Vertentes, Triângulo Mineiro, Alto Paranaíba, Zona da Mata e Sul de Minas. As menores taxas de ocupação populacional encontram-se no Norte de Minas.

## Religião
A forte religiosidade católica dos colonizadores portugueses ainda predomina entre a população mineira, que tem uma das maiores porcentagens de seguidores do catolicismo no Brasil. As religiões evangélicas estão em forte crescimento, ao lado de minorias como ateus e espíritas. Segundo o Censo 2010, pouco mais de 70% da população mineira, em um total de 13.802.790 pessoas, se declaram católicas.

## Eleitores
Segundo dados do Tribunal Superior Eleitoral de 2022, o estado de Minas Gerais possui 16.290.870 eleitores, sendo o segundo maior colégio eleitoral do Brasil.

## Composição étnica
| Grupos étnicos em Minas Gerais | Grupos étnicos em Minas Gerais | Grupos étnicos em Minas Gerais | Grupos étnicos em Minas Gerais | Grupos étnicos em Minas Gerais |
| ------------------------------ | ------------------------------ | ------------------------------ | ------------------------------ | ------------------------------ |
| Etnia                          |                                |                                | Porcentagem                    |                                |
| Brancos                        | Brancos                        |                                | 41,1%                          | 41,1%                          |
| Pardos                         | Pardos                         |                                | 46,8%                          | 46,8%                          |
| Pretos                         | Pretos                         |                                | 11,8%                          | 11,8%                          |
| Amarelos ou indígenas          | Amarelos ou indígenas          |                                | 0,3%                           | 0,3%                           |

Em relação ao século XVIII, o historiador britânico Kenneth Maxwell escrevera que a sociedade mineira compunha um complicado mosaico de grupos e raças, de novos imigrantes brancos e de segunda e terceira gerações de americanos natos, de novos escravos e de escravos nascidos em cativeiros"(…)

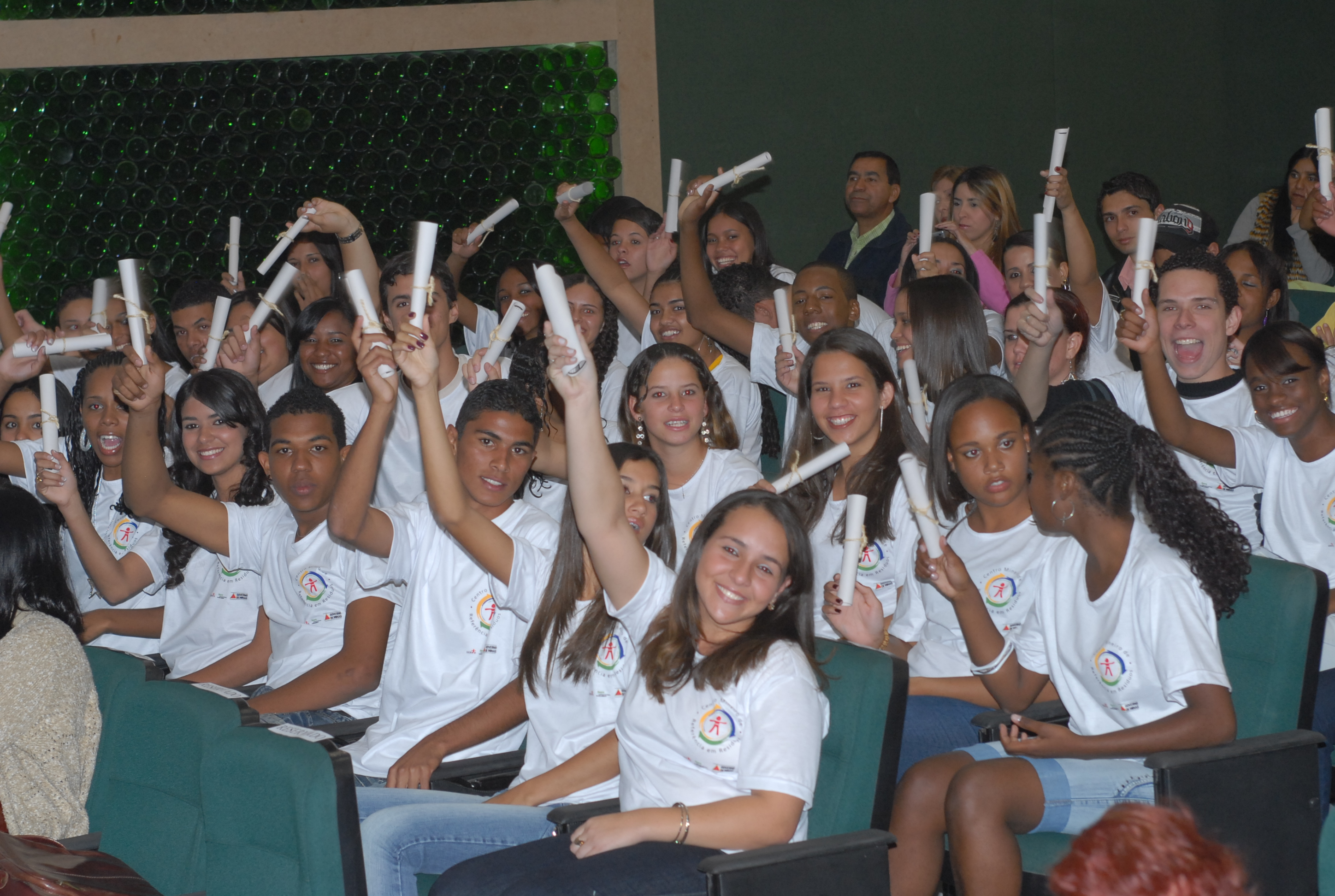
Imagem de um grupo de estudantes de escolas públicas da cidade de Belo Horizonte.

Atualmente, a maior parte da população mineira é descendente de colonos portugueses originários do Norte de Portugal (particularmente do Minho) e de escravos africanos, de origem sudanesa e banta, vindos sobretudo durante a época da mineração, no século XVIII. A contribuição de bandeirantes paulistas e indígenas também ocorreu. O final do século XIX foi marcado por uma expressiva imigração de italianos.

### Estudos genéticos
Um estudo genético realizado com pessoas de Belo Horizonte revelou que a ancestralidade dos belo-horizontinos é 66% europeia, 32% africana e 2% indígena. Por outro lado, na localidade de Marinhos, habitada principalmente por quilombolas, a ancestralidade é 59% africana, 37% europeia e 4% indígena (para aqueles cuja família vive na localidade desde o início do século XX, a ancestralidade africana sobe para 81%). De maneira geral, os mineiros apresentam muito baixo grau de ancestralidade indígena, enquanto a ancestralidade europeia (principalmente portuguesa) e africana predominam. Isto se deve ao fato de que a população indígena foi exterminada, ao mesmo tempo que chegavam à região contingentes enormes de escravos africanos e colonos portugueses, diluindo a contribuição indígena na população. Em relação ao componente europeu (português), apesar de ter sido numericamente inferior ao componente africano, o primeiro acabou por predominar, devido às altas taxas de mortalidade e baixos índices de reprodução entre os escravos. A própria imigração de italianos e outros europeus para Minas Gerais no final do século XIX contribuiu para aumentar o grau de ancestralidade europeia.
Vários outros estudos genéticos já foram feitos contemplando diferentes grupos raciais e geográficos de Minas Gerais. De maneira geral, todos os estudos concluem que a população de Minas Gerais é intensamente miscigenada, sendo a ancestralidade europeia alta, seguida pela africana e, menos importante, a indígena. 
De acordo com um estudo genético, os mineiros portadores de anemia falciforme têm, no geral, ancestralidades europeia e africana significativas, não obstante a anemia falciforme ser uma doença mais presente na África. 13,8% dos mineiros portadores de anemia falciforme testados tinham mais de 85% de ancestralidade europeia e 11,05% dos portadores de anemia falciforme tinham mais de 85% de ancestralidade africana. A maioria deles, 73,37%, apresentou níveis intermediários de mistura (entre 15 e 85%). Isso também acontece em quase todas as regiões do Brasil, segundo outros estudos. 

| Diferentes estudos genéticos estimando a contribuição africana, europeia e ameríndia em Minas Gerais. | Diferentes estudos genéticos estimando a contribuição africana, europeia e ameríndia em Minas Gerais. | Diferentes estudos genéticos estimando a contribuição africana, europeia e ameríndia em Minas Gerais. | Diferentes estudos genéticos estimando a contribuição africana, europeia e ameríndia em Minas Gerais. |
| Origem da amostra                                                                                     | Africana                                                                                              | Europeia                                                                                              | Ameríndia                                                                                             |
| --- | --- | --- | --- |
| Bambuí (todas as cores/"raças")                                                                       | 9,60%                                                                                                 | 83,80%                                                                                                | 5,40%                                                                                                 |
| Bambuí (todas as cores/"raças")                                                                       | 14,70%                                                                                                | 78,50%                                                                                                | 6,70%                                                                                                 |
| Ouro Preto (todas as cores/"raças")                                                                   | 33,3%                                                                                                 | 50,3%                                                                                                 | 16,4                                                                                                  |
| Ouro Preto (brancos)                                                                                  | 18,0%                                                                                                 | 70,4%                                                                                                 | 11,6%                                                                                                 |
| Ouro Preto (morenos claros)                                                                           | 31,4%                                                                                                 | 52,1%                                                                                                 | 16,4%                                                                                                 |
| Ouro Preto (morenos escuros)                                                                          | 47,6%                                                                                                 | 33,6%                                                                                                 | 18,8%                                                                                                 |
| Ouro Preto (negros)                                                                                   | 67,1%                                                                                                 | 16,6%                                                                                                 | 16,4%                                                                                                 |
| Minas Gerais (portadores de anemia falciforme)                                                        | 47,3%                                                                                                 | 39,7%                                                                                                 | 13,0%                                                                                                 |
| Minas Gerais (não portadores de anemia falciforme)                                                    | 33,8%                                                                                                 | 57,7%                                                                                                 | 3,5%                                                                                                  |
| Queixadinha, Caraí (brancos)                                                                          | 32,0%                                                                                                 | ? | ? |
| Queixadinha, Caraí (pardos)                                                                           | 44,0%                                                                                                 | ? | ? |
| Queixadinha, Caraí (pretos)                                                                           | 51%                                                                                                   | ? | ? |
| Minas Gerais (brancos)                                                                                | 16,1%                                                                                                 | 70,8%                                                                                                 | 13,1                                                                                                  |
| Minas Gerais (cores/"raças" não especificadas)                                                        | 28,9%                                                                                                 | 59,2%                                                                                                 | 11,9%                                                                                                 |
| Montes Claros (cores/"raças" não especificadas)                                                       | 39,0%                                                                                                 | 52,0%                                                                                                 | 9,0%                                                                                                  |
| Manhuaçu (cores/"raças" não especificadas)                                                            | 19,0%                                                                                                 | 73,0%                                                                                                 | 8,0%                                                                                                  |
| Belo Horizonte (cores/"raças" não especificadas)                                                      | 32,0%                                                                                                 | 66%                                                                                                   | 2,0%                                                                                                  |
| Marinhos, Brumadinho (comunidade habitada principalmente por quilombolas)                             | 59,0%                                                                                                 | 37,0%                                                                                                 | 3,7%                                                                                                  |

### Povos formadores

#### Indígenas
Os povos indígenas contribuíram de forma significativa para a formação do povo mineiro. 
Mais de cem povos indígenas habitavam originalmente o que é hoje o território de Minas Gerais: nos vales dos rios Jequitinhonha, Mucuri e Doce, habitavam os povos genericamente conhecidos como botocudos, como os maxacalis, maconis, naquenuques, aranãs, crenaques e pataxós; no Norte de Minas, os cariris e xacriabás; no centro, oeste e sul de Minas Gerais, os cataguases; no Triângulo Mineiro e Alto Paranaíba, os caiapós, araxás e bororós. No entanto, a grande maioria dos indígenas de Minas Gerais foi dizimada, por causa das doenças trazidas pelos colonos e escravização. Atualmente, restam apenas as seguintes etnias: xacriabá, crenaque, maxacali, pataxó e pancararu.
A população indígena de Minas Gerais, na época do descobrimento do Brasil, girava em torno de 100.000 pessoas, de acordo com estimativa feita por John Hemming.
A contribuição indígena para o povo de Minas Gerais não veio apenas dos ameríndios locais, mas também dos bandeirantes paulistas, os quais eram predominante mamelucos.

#### Migrantes internos
O Norte de Minas foi povoado no século XVII por bandeirantes paulistas e vaqueiros do Sertão nordestino.
No final do século XVII, os bandeirantes paulistas descobriram jazidas de ouro em Minas Gerais, o que trouxe para essa região não apenas colonos portugueses, mas também migrantes internos vindos de São Paulo, Rio de Janeiro, Bahia e Pernambuco.
Os paulistas detinham o controle das jazidas de ouro até a Guerra dos Emboabas, nas quais lutaram contra os portugueses e brasileiros que não de São Paulo.

#### Portugueses

Igreja colonial em São João del-Rei.

Os descendentes de portugueses formam grande parte da população mineira. 
Os primeiros portugueses chegaram a Minas Gerais ainda no século XVII, porém só chegariam em grande número no século XVIII. Com o fim da Guerra dos Emboabas, os reinóis passaram a ter o monopólio das minas de ouro. As notícias sobre as riquezas encontradas no Brasil se alastraram por Portugal, trazendo um enorme contingente de lusitanos para Minas Gerais, sendo os portugueses a maioria das pessoas que migraram para as jazidas de ouro de Minas.
A região do Minho, no Norte de Portugal, estava sofrendo uma crise de superpopulação e desemprego, o que contribuiu para que a maioria dos portugueses que migraram para Minas Gerais fossem minhotos. Apesar de pouco estudada, a imigração de minhotos para as Minas Gerais no século XVIII foi um dos maiores fenômenos migratórios da História. Além do Minho, vieram reinóis de outras regiões de Portugal, como Beira Alta, Alto Trás-os-Montes e Açores.

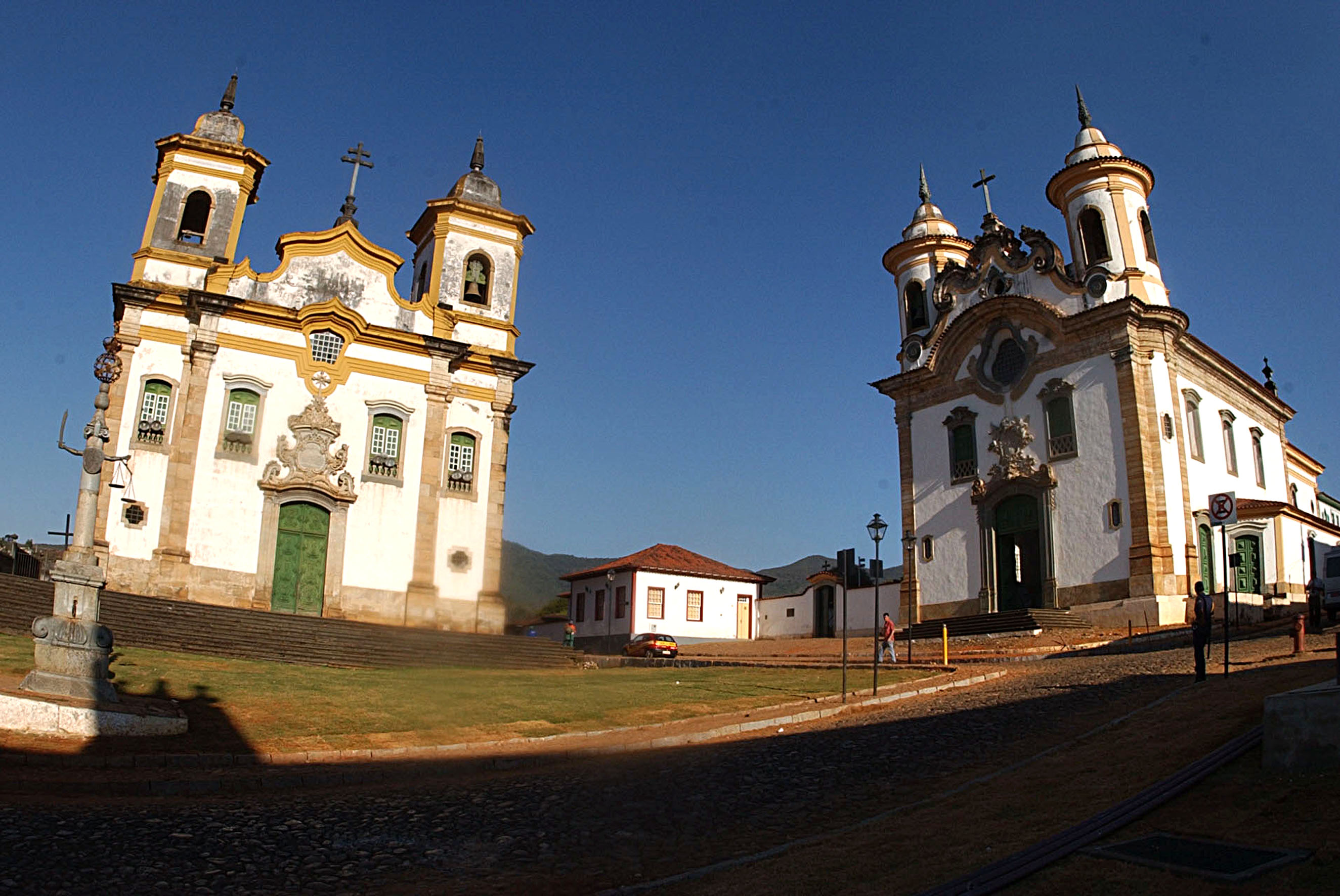
Igrejas barrocas na cidade colonial de Mariana.

No século XVIII, havia portugueses de diversos segmentos em Minas Gerais: desde os ricos mineradores escravagistas, passando por comerciantes e chegando em mendigos miseráveis. O processo de miscigenação em Minas Gerais foi intenso: os portugueses mais pobres rapidamente se misturavam com mulheres negras e mestiças. Os homens de famílias mais ricas se casavam com mulheres portuguesas ou com brasileiras brancas de origem portuguesa. Todavia, havia um crescente número de mulatos, filhos de pai português e mãe africana.
No final do século XIX, houve uma considerável chegada de novos imigrantes de Portugal. 

#### Africanos

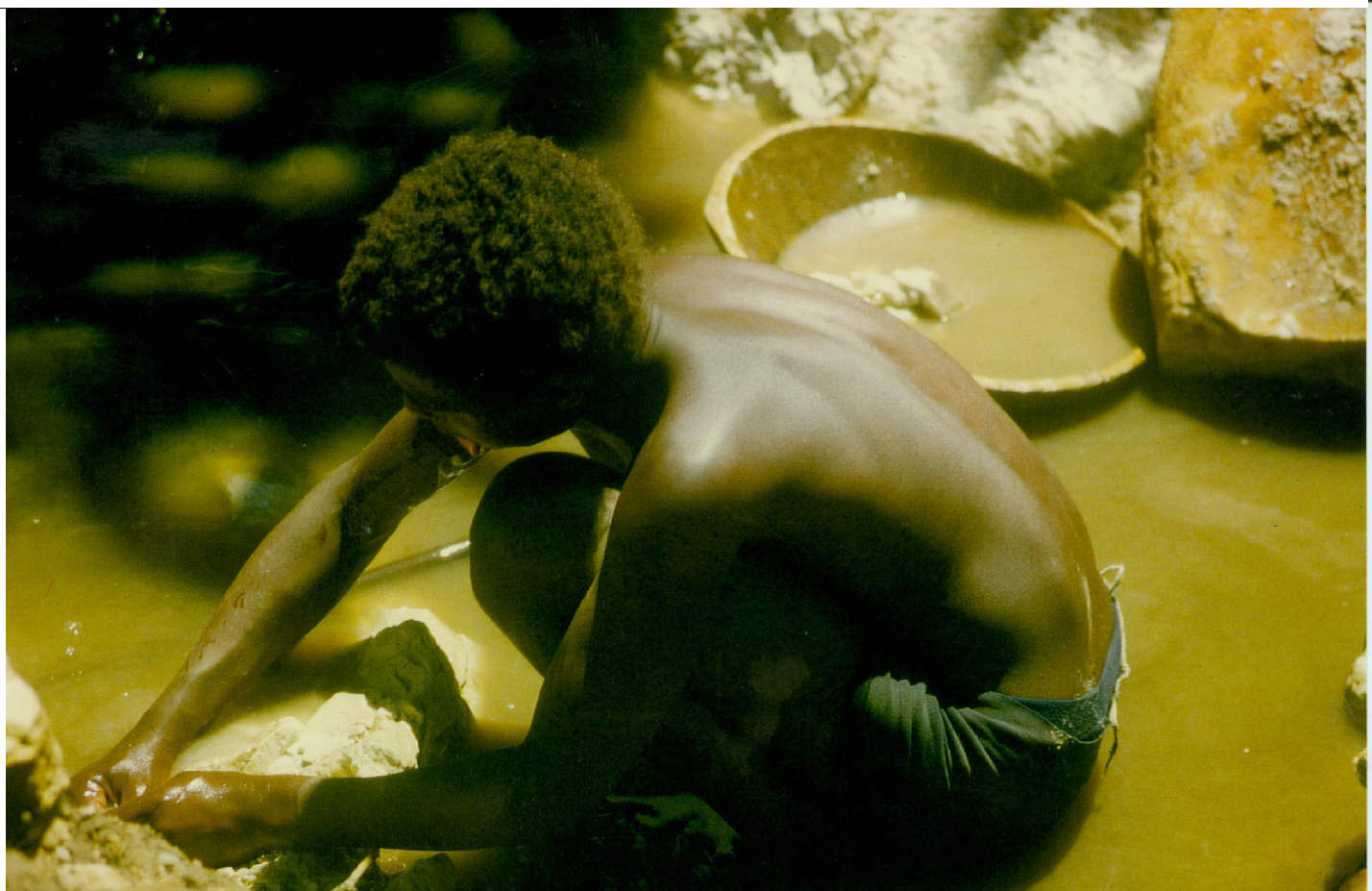
Um jovem afrodescendente garimpando em Diamantina.

Os descendentes de africanos são numerosos no estado. A escravidão africana em Minas Gerais acompanhou o processo da mineração e a sua decadência. No início do ciclo do ouro, tentou-se usar da mão de obra livre, mas o trabalho árduo passou a afastar as pessoas e, então, escravos africanos passaram a ser largamente trazidos para a região, vindos sobretudo da Costa da Mina (importados da Bahia) ou diretamente de Angola e pertencentes a diversas etnias. Um escravo tinha média de vida de sete anos trabalhando na mineração, o que obrigava os colonos a trazer cada vez mais africanos, que passaram a compor a maioria da população mineira no século XVIII.
Por ser uma sociedade urbana, nas Minas Gerais colonial, ao contrário do Nordeste, os escravos possuíam maiores chances de mudança de status social. Muitos escravos (chamados escravo de ganho) faziam trabalho remunerado, como de sapateiro, alfaiate, etc, e, assim, conseguiam dinheiro para comprar sua carta de alforria. Além disso, também havia o contrabando de ouro e diamante, o que podia proporcionar ao escravo uma maior ascensão social, embora fossem casos raros.
A miscigenação também contribuiu para uma maior ascensão social dos descendentes de escravos. Muitos mulatos eram educados e trabalhavam com remuneração.
A escravidão africana em Minas Gerais entrou em decadência junto com a mineração, no final do século XVIII; todavia, voltou a crescer com o desenvolvimento da agricultura e pecuária, no século XIX. Em 1870, mesmo depois do fim do tráfico de escravos, ainda havia 300 mil escravos em Minas.

#### Italianos
A imigração italiana em Minas Gerais durou menos de dez anos, mas foi o suficiente para trazer cerca de setenta mil italianos para o estado. Os primeiros italianos chegaram na década de 1880, e rumaram para o Sul de Minas, Juiz de Fora e São João del-Rei, para trabalharem nas colheitas de café. Em Minas Gerais, só começaram a chegar em maior número no ano de 1892, quando o governo de Minas criou uma lei que favorecia a entrada desses imigrantes. Entre 1892 e 1897, o governo fez alguns contratos que trouxeram milhares de italianos para o estado. De fato, Minas Gerais recebeu o terceiro maior contingente de italianos no Brasil, atrás apenas de São Paulo e Rio Grande do Sul.
| População italiana em Minas Gerais | População italiana em Minas Gerais |
| ---------------------------------- | ---------------------------------- |
| Ano                                | Número                             |
| 1920                               | 42.943                             |
| 1940                               | 18.819                             |
| 1950                               | 11.704                             |
| 1970                               | 5.227                              |

Ao contrário do que aconteceu em São Paulo, os italianos em Minas Gerais não vieram para trabalhar exclusivamente nos cafezais, pois foram atraídos principalmente para ocuparem colônias agrícolas, semelhantes àquelas criadas no Sul do Brasil. Entretanto, em Minas Gerais, os italianos rapidamente saíram dessas colônias e passaram a se dedicar a outras atividades.
Em Belo Horizonte, os primeiros italianos chegaram para trabalhar na sua construção. Nos arredores da capital mineira, foram criadas três colônias agrícolas: Barreiros, Carlos Prates e Américo Werneck. Ali foram assentadas famílias italianas, com o intuito de trabalharem na agricultura para abastecer a cidade com alimentos. Com o crescimento da cidade, essas colônias foram engolidas e urbanizadas e muitos italianos passaram a se dedicar à fabricação de tijolos, enquanto outros se tornaram industriais e comerciantes.
A imigração italiana foi de fundamental importância para o desenvolvimento do sul de Minas Gerais. Atraídos para trabalhar nas fazendas de café após o fim da escravidão, os italianos fincaram raízes em diversos municípios, como Varginha, Ouro Fino, Monte Sião, Lavras, Andradas, Poços de Caldas e São João del-Rei. Hoje, os descendentes dos imigrantes italianos formam grande parte da população em diversas localidades do Sul de Minas. Muitos passaram a se envolver com a produção de café e vários se tornaram ricos fazendeiros.
Os italianos em Minas Gerais eram largamente originários da Emília-Romanha, Vêneto, Calábria e Campânia. Estima-se que cerca de dois milhões de mineiros sejam descendentes de italianos.

### Espanhóis
Depois dos italianos, foram os espanhóis o grupo de imigrantes que chegou em maior número em Minas Gerais no final do século XIX. Trabalharam sobretudo nos núcleos coloniais nos arredores de Belo Horizonte.

### Alemães
Embora de forma discreta, houve uma significativa imigração alemã em Minas Gerais. Em algumas cidades mineiras, a presença desses imigrantes foi fundamental para seu desenvolvimento.
Em 1856, chegaram 2.091 alemães a Teófilo Otoni, para trabalhar na construção de uma ferrovia e, posteriormente, receberam lotes de terras. Em 1858, outros 1.193 imigrantes alemães chegaram a Juiz de Fora. Em Oliveira, eles vieram com intenções extrativistas na região do distrito de Morro do Ferro. Em Monte Verde, distrito de Camanducaia, há uma grande influência alemã, nos traços étnicos, arquitetura enxaimel e nos festejos, para dar alguns exemplos.
Além dos alemães, outros germânicos como suíços e austríacos também chegaram ao Estado, mas em número reduzido.

### Sírio-libaneses
A imigração de povos árabes para Minas Gerais se fez notar no início do século XX. Embora chamados de "turcos", por virem de territórios do antigo Império Turco-Otomano, eram provenientes dos atuais Síria e Líbano e, segundo o censo de 1920, 8.684 sírio-libaneses viviam em Minas. Dedicados em sua imensa maioria ao comércio, os árabes chegaram a monopolizar o comércio de várias cidades do interior de Minas Gerais, como Divinópolis, Três Corações e Oliveira. Em cidades grandes, como Belo Horizonte e Juiz de Fora, também participaram ativamente no comércio.
Tanto sírios quanto libaneses logo se fizeram parte do coração de cada cidade por onde passaram, dotados de grande espírito empreendedor. Em sua maioria, começaram como mascates e cresceram economicamente, tornando-se varejistas e industriais. Não é possível se falar das cidades mineiras sem citar essa corrente migratória, que muito contribuiu para o desenvolvimento industrial do estado de Minas Gerais. Em qualquer cidade do estado, existe a presença de um "turco", muito comunicativo, respeitado e admirado por todos.
Em Juiz de Fora, a presença de libaneses é muito forte, como se pode perceber no centro comercial, especialmente na rua Marechal Deodoro.

### Japoneses
Os japoneses vieram de várias partes de São Paulo e do Paraná para Minas Gerais no início do século XX,  em especial nas cidades do sul do estado e Belo Horizonte. De acordo com o Censo 2000, Minas Gerais tem a terceira maior colônia japonesa do Brasil, atrás apenas de São Paulo e Paraná.[carece de fontes?]